# کریگ راسل (بازیگر کانادایی)
کریگ راسل (انگلیسی: Craig Russell; ۱۰ ژانویهٔ ۱۹۴۸ – ۳۰ اکتبر ۱۹۹۰) هنرپیشه اهل کانادا بود.
وی همچنین برندهٔ جوایزی همچون خرس نقره‌ای برای بهترین بازیگر مرد شده‌است.